# 舍貝爾山脈
舍貝爾山脈（Schobergruppe）是奧地利的山脈，屬於中阿爾卑斯山脈的一部分，橫跨蒂羅爾州和克恩頓州，最高點海拔高度3,283米，西南面是維爾格拉滕山脈。